# Luzowanie
Luzowanie (ang. Relief of Troops in Combat) – działalność zmierzająca do przejęcia prowadzenia działań przez jedne wojska od innych. Jest etapem pośrednim podczas prowadzenia walki.

## Charakterystyka luzowania
Luzowanie to działalność wojsk zmierzająca do przejęcia prowadzenia działań przez jedne oddziały od innych. 
- wymianę pododdziałów bezpośrednio w rejonach obrony (w punktach oporu);
- natarcie pododdziałów luzujących, które przekraczają ugrupowanie wojsk będących dotychczas
w styczności z przeciwnikiem;
- zabezpieczenie wyjścia z walki pododdziałów będących dotychczas w styczności z przeciwnikiem.
Sposób luzowania oraz realizacja zadań wynikać będzie z aktualnych warunków prowadzenia walki, celów i zamiaru przełożonego organizującego luzowanie.
Regulaminy Wojska Polskiego w II Rzeczypospolitej określały, ze luzowanie w marszu ubezpieczonym, w zbliżaniu, w natarciu, odbywa się przez jednostki maszerujące w kolumnie głównej, względnie ugrupowane w tyłowych rzutach, w ten sposób, że jednostki luzowane pozostają w tym ugrupowaniu, w jakiem zastał je rozkaz do luzowania. Jednostki luzujące, rozczłonkowują się, a następnie przechodzą przez jednostki luzowane. 
W obronie jednostki luzujące, po dojściu do stanowisk jednostek luzowanych, zajmują ich pozycje, a luzowane wycofują się.

## Przyczyny luzowania
Działania te podejmowane są, kiedy wojska:
- nie są w stanie kontynuować powierzonych zadań,
- będą wykorzystane do działań w innym miejscu,
- wykonały swoje zadania,
- są przeznaczone do zastąpienia w celu uniknięcia ich wyczerpania,
- nie są przystosowane do realizacji nowego zadania.

Innymi słowy w takiej sytuacji, w której powinny zostać zamienione, aby uniknąć utraty zdolności bojowej lub nie są w stanie realizować nowego zadania.
W obronie luzowanie przeprowadza się zazwyczaj, gdy:
- wojska bronią się skutecznie, ale są wyczerpane fizycznie, psychicznie i potrzebują odpoczynku,
- poniosły znaczne straty i nie gwarantują utrzymania rejonów obrony,
- zachodzi potrzeba uporządkowania ugrupowania bojowego,
- broniące się wojska przewidziane są do użycia na innym kierunku,
- zachodzi konieczność zmiany sposobu prowadzenia obrony.

W natarciu potrzeba luzowania może nastąpić, gdy:
- natarcie „z bezpośredniej styczności“ z przeciwnikiem jest korzystniejsze niż natarcie „z marszu”,
- zaistnieje konieczność wyprowadzenia z walki wojsk, które utraciły zdolność bojową,
- zachodzi potrzeba zapoznania żołnierzy z jednostek podchodzących do natarcia z terenem i obroną przeciwnika,
- zaistnieje potrzeba uporządkowania ugrupowania bokowego „pomieszanych” w wyniku np. kontrataku,
- z powodu zmiany warunków terenowych wystąpi konieczność wymiany np. oddziału pancernego na oddział zmechanizowany,
- zachodzi potrzeba przeniesienia punktu ciężkości natarcia.

W marszu:
- w celu zmiany ubezpieczeń, które związały się walką z przeciwnikiem,
- zamiany oddziałów wyczerpanych realizacją zadań.

## Sposoby luzowania
Luzowanie może być prowadzone przez:
- wymianę wojsk bezpośrednio na pozycjach obronnych

luzowanie obronne może przyjąć formę pozycyjnego albo osłonowego; jeśli rejon luzowania pokrywa się z rejonem obrony zajmowanym przez wojska luzowane, wtedy mówi się o luzowaniu pozycyjnym; w przypadku, gdy przednia linia rejonu luzowania biegnie w głębi rejonu obrony zgrupowania luzowanego, mamy do czynienia z luzowaniem osłonowym (obronnym); wiąże się ono z częściową utratą terenu.
- natarcie wojsk luzujących, które przekraczają ugrupowanie wojsk będących dotychczas w styczności z przeciwnikiem

przy luzowaniu zaczepnym oddziały luzujące wykonują zazwyczaj natarcie o ograniczonym celu, przejmując równocześnie zadania od wojsk luzowanych; taki sposób, oprócz zapewnienia prawie jednoczesnego wyjścia luzowanego pododdziału, ogranicza przeciwnikowi możliwości oddziaływania ogniowego i dezorganizuje mu dotychczasową strukturę obrony; podczas luzowania zaczepnego niezbędne jest zapewnienie sobie lokalnej przewagi nad przeciwnikiem
- zabezpieczenie wyjścia z walki wojsk będących dotychczas w styczności z przeciwnikiem

Sposób luzowania oraz realizacja przez luzowanych i luzujących zadania bojowego wynikać będzie z zaistniałych warunków prowadzenia walki, celów i zamiaru przełożonego organizującego luzowanie.